# Andréas Miltiádis
Andréas Miltiádis (griechisch Ανδρέας Μιλτιάδης; * 30. August 1996 in Palaichori Morfou) ist ein zyprischer Radrennfahrer, der im Straßenradsport und im Cross-Country aktiv ist.

## Sportliche Laufbahn
Miltiádis ist seit Mitte der 2010er Jahre der erfolgreichste Radrennfahrer Zyperns. Seit 2015 ist er ohne Unterbrechung Zyprischer Meister auf der Straße im Einzelzeitfahren, seit 2016 auf dem Mountainbike im olympischen Cross-Country. Von 2019 bis 2022 war er zudem viermal in Folge nationaler Meister im Straßenrennen sowie 2023 erstmals im MTB-Marathon. Er vertrat sein Land regelmäßig bei Welt- und Europameisterschaften sowie den Commonwealth Games, blieb dabei jedoch ohne nennenswerte Ergebnisse. Bei den Spielen der kleinen Staaten von Europa 2017 gewann er sowohl im Einzelzeitfahren als auch im Cross-Country eine Medaille. Bei den Mittelmeerspielen 2022 verpasste er als Vierter im Einzelzeitfahren nur knapp das Podium.
2018 erhielt Miltiádis die Möglichkeit, an einem Trainingscamp vom Team Katusha Alpecin teilzunehmen, ein Profivertrag kam jedoch nicht zustande. Zur Saison 2019 wurde er Mitglied im kolumbianischen UCI Continental Team Guerciotti-Kiwi Atlántico, für das er aktuell (Stand 2023) noch aktiv ist.
In der Saison 2023 erzielte er seinen ersten Erfolg auf der UCI Europe Tour, als er die dritte Etappe der Rhodos-Rundfahrt gewann, den Gewinn der Gesamtwertung verpasste er gerade mal um zwei Sekunden. Zur Saison 2024 wurde er Mitglied im Terengganu Cycling Team, eine Saison darauf beim Team Roojai Insurance.

## Erfolge
| 2016 - Zyprischer Meister – Cross-Country XCO 2017 - Spiele der kleinen Staaten von Europa – Cross-Country XCO - Zyprischer Meister – Cross-Country XCO 2018 - Zyprischer Meister – Cross-Country XCO 2019 - Zyprischer Meister – Cross-Country XCO 2020 - Zyprischer Meister – Cross-Country XCO 2021 - Zyprischer Meister – Cross-Country XCO und Marathon XCM | 2015 - Zyprischer Meister – Einzelzeitfahren 2016 - Zyprischer Meister – Einzelzeitfahren 2017 - Spiele der kleinen Staaten von Europa – Einzelzeitfahren - Zyprischer Meister – Einzelzeitfahren 2018 - Zyprischer Meister – Einzelzeitfahren 2019 - Zyprischer Meister – Einzelzeitfahren und Straßenrennen 2020 - Zyprischer Meister – Einzelzeitfahren und Straßenrennen 2021 - Zyprischer Meister – Einzelzeitfahren und Straßenrennen - Bergwertung Rhodos-Rundfahrt 2022 - Zyprischer Meister – Einzelzeitfahren und Straßenrennen 2023 - Zyprischer Meister – Einzelzeitfahren - eine Etappe Rhodos-Rundfahrt - Bergwertung Griechenland-Rundfahrt 2024 - Zyprischer Meister – Einzelzeitfahren - Bergwertung Tour de Maurice 2025 - Zyprischer Meister – Straßenrennen, Einzelzeitfahren |